# Mistrzostwa Europy w Boksie 1985
XXVI Mistrzostwa Europy w Boksie (mężczyzn) odbyły się w dniach 25 maja–2 czerwca 1985 w Budapeszcie. Walczono w dwunastu kategoriach wagowych. Startowało 169 uczestników z 23 państw, w tym ośmiu reprezentantów Polski.

## Medaliści

### Waga papierowa
| Złoto               | Srebro                  | Brąz                                               |
| ------------------- | ----------------------- | -------------------------------------------------- |
| René Breitbarth NRD | Iwajło Marinow Bułgaria | Róbert Isaszegi Węgry · Karimżan Abdrachmanow ZSRR |

### Waga musza
| Złoto           | Srebro               | Brąz                                              |
| --------------- | -------------------- | ------------------------------------------------- |
| Dieter Berg NRD | Andrea Mannai Włochy | Krasimir Czołakow Bułgaria · Shawn Casey Irlandia |

### Waga kogucia
| Złoto                    | Srebro                       | Brąz                                          |
| ------------------------ | ---------------------------- | --------------------------------------------- |
| Ljubiša Simić Jugosławia | Aleksandyr Christow Bułgaria | Tibor Botos Węgry · Jarmo Eskelinen Finlandia |

### Waga piórkowa
| Złoto                   | Srebro                      | Brąz                                          |
| ----------------------- | --------------------------- | --------------------------------------------- |
| Samson Chaczatrian ZSRR | Dragan Konovalov Jugosławia | Tomasz Nowak Polska · Jari Grönroos Finlandia |

### Waga lekka
| Złoto                    | Srebro           | Brąz                                              |
| ------------------------ | ---------------- | ------------------------------------------------- |
| Emił Czuprenski Bułgaria | Torsten Koch NRD | Jose Tuominen Finlandia · Nurłan Abdykałykow ZSRR |

### Waga lekkopółśrednia
| Złoto                 | Srebro             | Brąz                                                |
| --------------------- | ------------------ | --------------------------------------------------- |
| Siegfried Mehnert NRD | Imre Bacskai Węgry | Wiaczesław Janowski ZSRR · Mirko Puzović Jugosławia |

### Waga półśrednia
| Złoto                   | Srebro               | Brąz                                                      |
| ----------------------- | -------------------- | --------------------------------------------------------- |
| Israel Akopkochian ZSRR | Joni Nyman Finlandia | Borisław Abadżiew Bułgaria · Dragan Vasiljević Jugosławia |

### Waga lekkośrednia
| Złoto            | Srebro                | Brąz                                         |
| ---------------- | --------------------- | -------------------------------------------- |
| Michael Timm NRD | Babken Sagradian ZSRR | Michaił Takow Bułgaria · Sándor Hranek Węgry |

### Waga średnia
| Złoto           | Srebro              | Brąz                                                  |
| --------------- | ------------------- | ----------------------------------------------------- |
| Henry Maske NRD | Zoltán Füzesy Węgry | Doru Maricescu Rumunia · Filko Ruszczyklijew Bułgaria |

### Waga półciężka
| Złoto                       | Srebro          | Brąz                                        |
| --------------------------- | --------------- | ------------------------------------------- |
| Nurmagomied Szanawazow ZSRR | Markus Bott RFN | Pero Tadić Jugosławia · John Beckles Anglia |

### Waga ciężka
| Złoto                   | Srebro             | Brąz                                                |
| ----------------------- | ------------------ | --------------------------------------------------- |
| Aleksandr Jagubkin ZSRR | Gyula Alvics Węgry | Arnold Vanderlyde Holandia · Dejan Kiryłow Bułgaria |

### Waga superciężka
| Złoto               | Srebro                   | Brąz                                                |
| ------------------- | ------------------------ | --------------------------------------------------- |
| Ferenc Somodi Węgry | Wiaczesław Jakowlew ZSRR | Janusz Zarenkiewicz Polska · Aziz Salihu Jugosławia |

## Występy Polaków
- Ryszard Majdański (waga papierowa) wygrał w eliminacjach z Oliverem Guillo (Francja), a w ćwierćfinale przegrał z Róbertem Isaszegim (Węgry)
- Tomasz Nowak (waga piórkowa) wygrał w eliminacjach z Pavlem Formanem (Czechosłowacja), w ćwierćfinale z Andreasem Zülowem (NRD), a w półfinale przegrał z Samsonem Chaczatrianem (ZSRR) zdobywając brązowy medal
- Dariusz Kosedowski (waga lekka) wygrał w eliminacjach z Istvánem Turu (Węgry), a w ćwierćfinale przegrał z Nurłanem Abdykałykowem (ZSRR)
- Dariusz Czernij (waga lekkopółśrednia) przegrał pierwszą walkę w eliminacjach z Dragomirem Ilie (Rumunia)
- Jacek Olejniczak (waga półśrednia) przegrał pierwszą walkę w eliminacjach z Torstenem Schmitzem (NRD)
- Henryk Petrich (waga średnia) przegrał pierwszą walkę w eliminacjach z Loftim Ayedem (Szwecja)
- Stanisław Łakomiec (waga półciężka) przegrał pierwszą walkę w eliminacjach z Nurmagomiedem Szanawazowem (ZSRR)
- Janusz Zarenkiewicz (waga superciężka) wygrał w ćwierćfinale z Biaggio Chianesem (Włochy), a w półfinale przegrał z Wiaczesławem Jakowlewem (ZSRR) zdobywając brązowy medal